# Río Aras
El río Aras (en persa: ارس‎; en turco: Aras; en kurdo: Aras o Araz), también transcrito como Araks (en armenio: Արաքս), Yeraskh (en armenio clásico, Երասխ), Rakhsi (en viejo georgiano, რახსი), Arax, Araxi, Araxes (en griego: Αράξης), o Araz (en azerí: Araz), es un largo río asiático de las montañas del Altiplano armenio (conocido también como la Meseta armenia), el principal afluente del Kurá, que desagua en el mar Caspio. Discurre en su curso alto por Turquía, luego es frontera entre Turquía, Armenia, Irán y Azerbaiyán, donde finalmente se adentra.
Tiene una longitud de 1072 km —que lo sitúan entre los 90 ríos más largos de Asia— y drena una amplia cuenca del Cáucaso Menor de 102 000 km², mayor que países como Corea del Sur, Hungría o Portugal.
El río no pasa por importantes ciudades, siendo las más pobladas las turcas de Horasan (18 246 hab.) y Kağızman (17 999 hab.), la armenia Artashat (22 269 hab.), las azeríes Najicheván (74 500 hab.) y Julfa (11 866 hab.), la iraní Parsabad (81 782 hab.) y nuevamente las azeríes İmişli (31 310 hab.) y Sabirabad (29 665 hab.). Sin embargo, en su valle y no lejos del río está la capital azerí (1 060 138 hab.) y la capital provincial turca, Iğdır (82 656 hab.).
El valle del río es una de las históricas vías de acceso a Armenia y ha estado ocupado desde tiempos prehistóricos. Ahora el río atraviesa zonas de conflictos políticos recientes —Guerra de Nagorno Karabaj (1988-1994)—, y las fronteras entre Armenia y Turquía y Azerbaiyán permanecen cerradas.
Gran parte de su curso medio está protegido, tanto en Armenia como Azerbaiyán e Irán.

## Historia
En la tradición armenia, el río lleva el nombre de Arast, un bisnieto del legendario patriarca armenio Haik. (ver Erasx para la etimología.) El nombre fue más tarde helenizado como Araxes y fue aplicado a la cultura Kurá-Araxes, un pueblo prehistórico cuya civilización floreció en los valles del Kurá y del Aras.
El historiador griego Heródoto (484-425 a. C.) parece haber confundido tres ríos Araxes:
- el río Aras de este artículo.
- el río Oxo (actual Amu Daria), que separaba el imperio aqueménida del país de los masagetas, que dice «que está situado hacia el noreste, allende el río Araxes y enfrente de los isedones».[3][4] Lo nombra a raíz de la guerra de los masagetas contra el rey persa Ciro II el Grande que tuvo lugar en el 529 a. C., durante las campañas de este en Asia central.
- el bajo Volga, aludiendo al delta de este río, que desemboca en la orilla septentrional del Caspio y del que dice que «desemboca por cuarenta bocas».[5]

El río también se menciona en el último capítulo VIII de la Eneida de Virgilio, como «enojado con el puente», ya que los romanos construyeron un puente sobre él, por el que luego conquistaron.
También algunos han asociado el río Aras con los no identificados Gihon (Guijón) y Pisón, ríos mencionados en el segundo capítulo del Génesis bíblico.

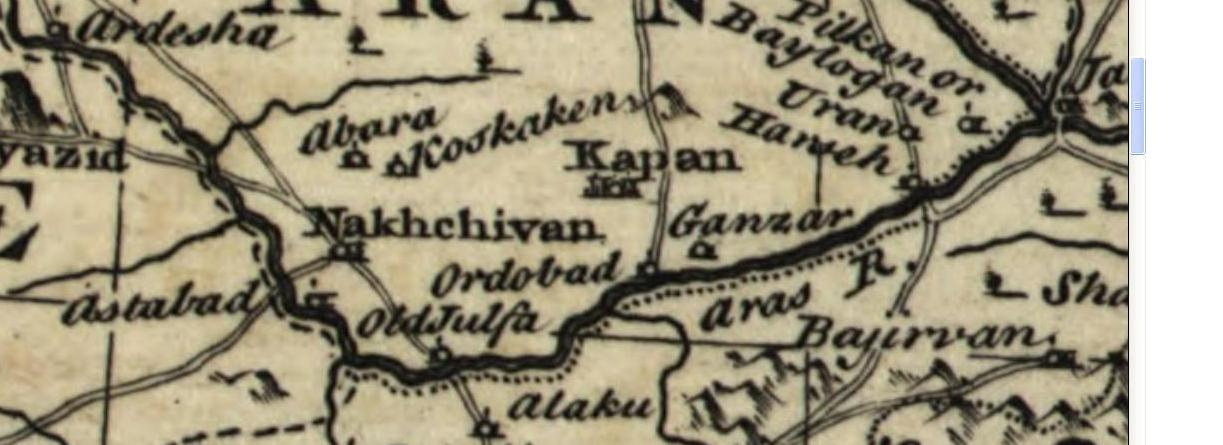
El río Aras en un mapa de 1747 del Imperio Persa

En la historia moderna, el Aras ganó importancia como frontera político-geográfica. En los tratados de Gulistán (1813) y de Turkmenchay (1828) que siguieron a las dos guerras ruso-persas del siglo XIX, el curso del Aras fue elegido como límite territorial entre el Imperio persa y el Imperio Ruso, cuando el primero se vio obligado a ceder irrevocablemente todos los territorios caucásicos a Rusia. Irán y la Unión Soviética construyeron en 1964-1971 una presa conjuntamente sobre el río en la zona aguas abajo de la ciudad iraní de Poldasht, creando el embalse de Aras (hoy de Najicheván).
La región de Najicheván formaba parte de la República de Armenia, aunque tenía una importante población turcófona. Los turcos la ocuparon a mediados de 1918. El beneficiado de la medida fue el gobierno de Azerbaiyán en Ganyá, aliado a los turcos, pues gracias a su influencia sobre sus compatriotas el territorio entraba bajo su control. Tras la retirada turca, los azerís proclamaron en la región de Najicheván la «República de Aras», bajo la dirección de Jafarkuli-Khan. La república usó la bandera del Musavat. Pero en junio de 1919 los británicos se desplegaron en la zona y los armenios recobraron la región.[cita requerida]
Durante la Guerra Fría, algunos comunistas iraníes escaparon a la URSS usando este río. También Samad Behrangi, un autor iraní de libros para niños, se ahogó en el río Aras.

## Geografía

### Curso en Turquía

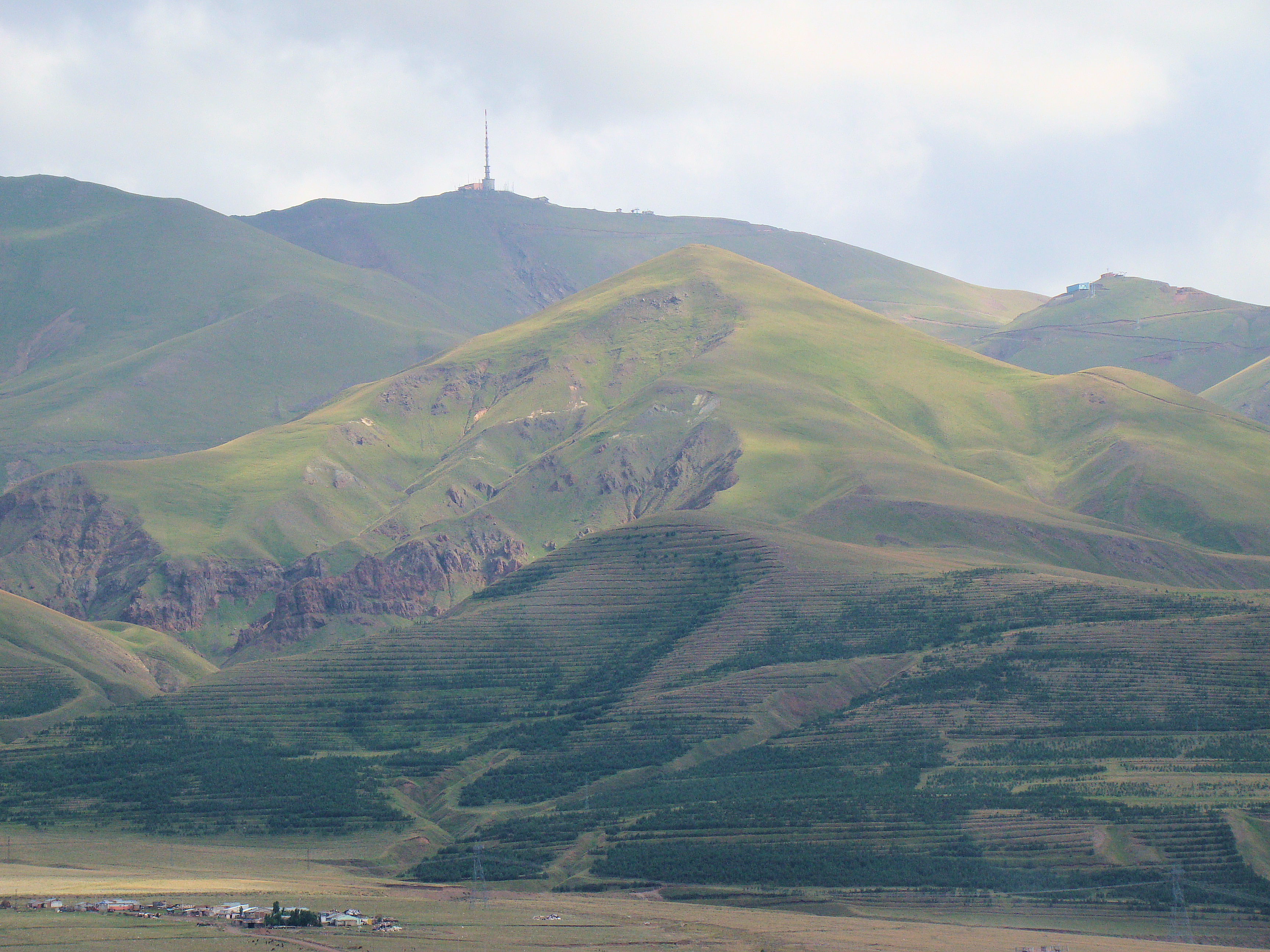
Vista de la montaña Palandöken, en cuya vertiente noroeste nace el Aras.

El río Aras nace en la parte oriental de Turquía, en la provincia de Erzurum, al sur de la propia capital provincial Erzurum (398 368 hab. en 2012), en la vertiente noroeste de la montaña Palandöken, una montaña de 3271 m en la que hay una estación de esquí en la que se celebró la Universiada de invierno de 2011.
El Aras como tal, nace en la pequeña localidad de Kayaboğaz, a unos 2100 m de altitud, de la confluencia de los arroyos Tavsan y Kayaboğaz, que nacen a más de 2900 m. Se encamina brevemente en dirección noroeste hasta llegar a otra pequeña localidad, Toptepe, donde vira hacia el este, pasando por Abonunkomu, donde recibe a su primer afluente, el pequeño arroyo de Kaplica, de algo más de 20 km. Continúa luego por Erence y recibe después, por la izquierda, al Kızılgeçit Deresi. Sigue hacia el este pasando cerca de Çevirme, donde el valle se ensancha y el río tiene un curso de llanura, con meandros amplios, pequeñas islas arenosas y brazos abandonados. Luego se vuelve más al norte, hasta llegar a Yağan y, al poco, a la capital de distrito Köprüköy (1710 hab. en 2010), donde recibe por la izquierda al Hasankale Çayı. Aquí el río vira hacia el este e irá acompañado por una importante vía rodada, la E-80 y por la vía de ferrocarril que llega desde Erzurum y va a Kars. Pasa frente a Horasan (18 246 hab. en 2012) (donde el tren abandona el valle para seguir hacia el noroeste) y tras recibir al pequeño arroyo de Saat Deresi, entra en la provincia de Kars, donde alcanza enseguida la pequeña localidad de Karakurt Bucağı. Tras ser el límite septentrional de un área protegida provincial, continúa por la pequeña ciudad de Kağızman (17 999 hab. en 2010), localizada en la cola del embalse de Karakurt Bucağı. Vuelve luego a encontrar otra zona embalsada, de muy poco profundindad, la de Tomruktaş Köyü.
En Gül Dinlenme Tesisi, en la confluencia con el pequeño arroyo Beruj Deresi, su curso pasa a ser límiteadministrativo, condición limítrofe que no perderá hasta su tramo final. Será en este primer tramo el límite provincial entre la provincia de Kars (Norte) y la provincia de Iğdır (Sur). Sigue su avance hasta recibir por la izquierda, llegando del norte, al río Akhurian (186 km), en el punto en que el río se convierte en límite internacional, frente a dos pequeñas localidades armenias, Bagaran (155 hab. en 2009) y Yervandashat (824 hab. en 2009).

### Frontera armenio-turca

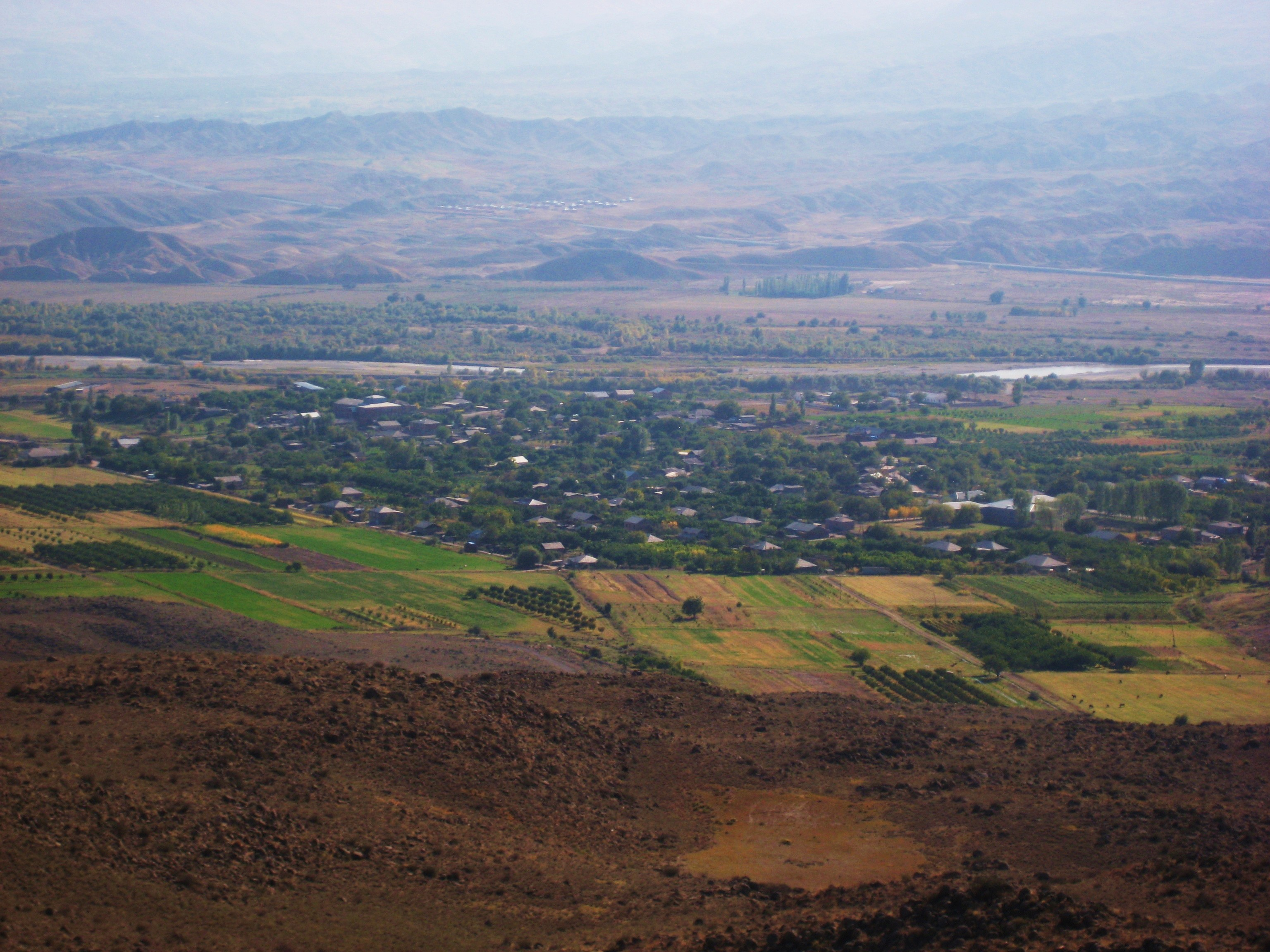
El río frente a la moderna localidad armenia de Yervandashat.

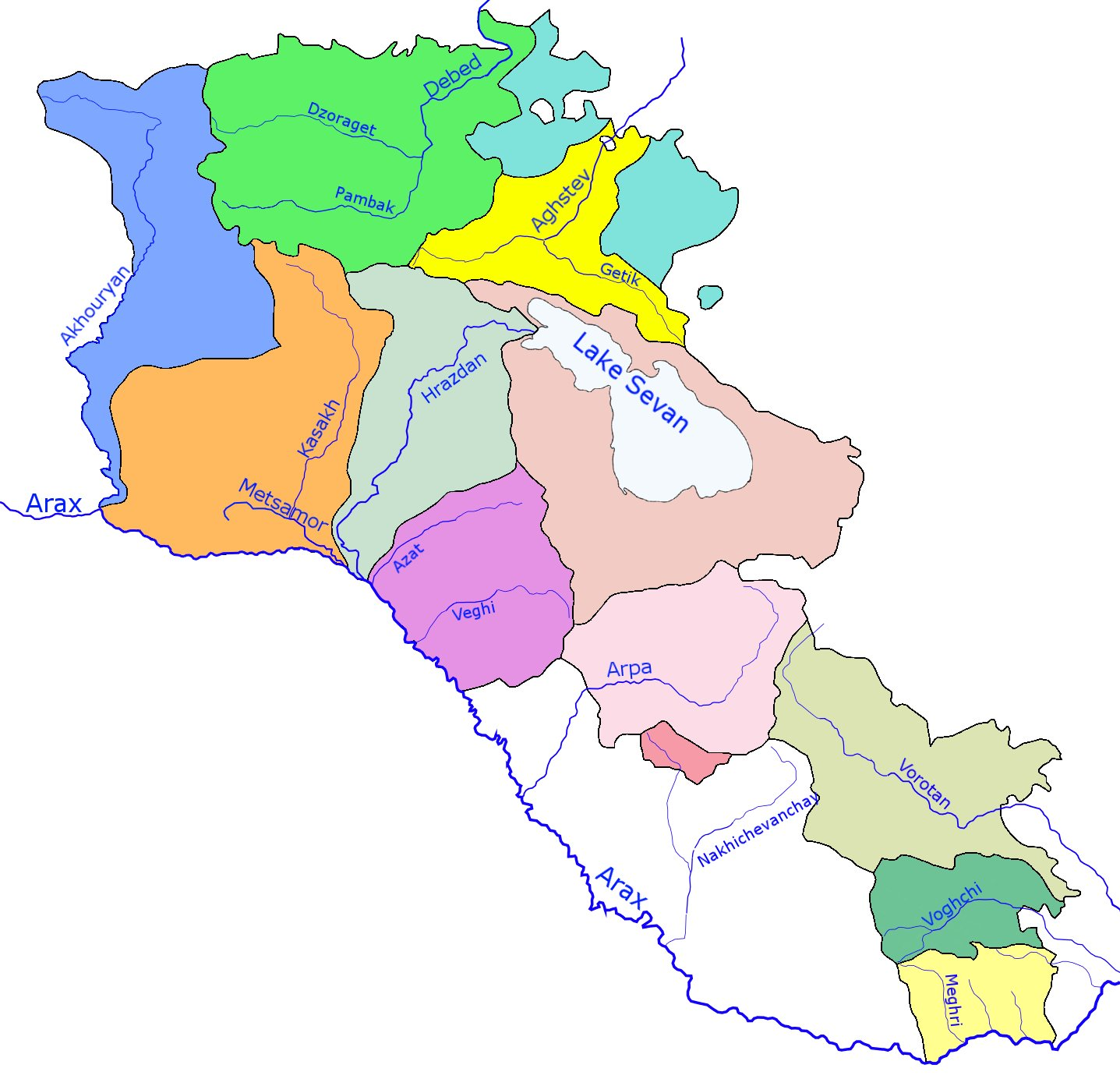
Las cuencas hidrográficas armenias, más de la mitad a través del Aras.

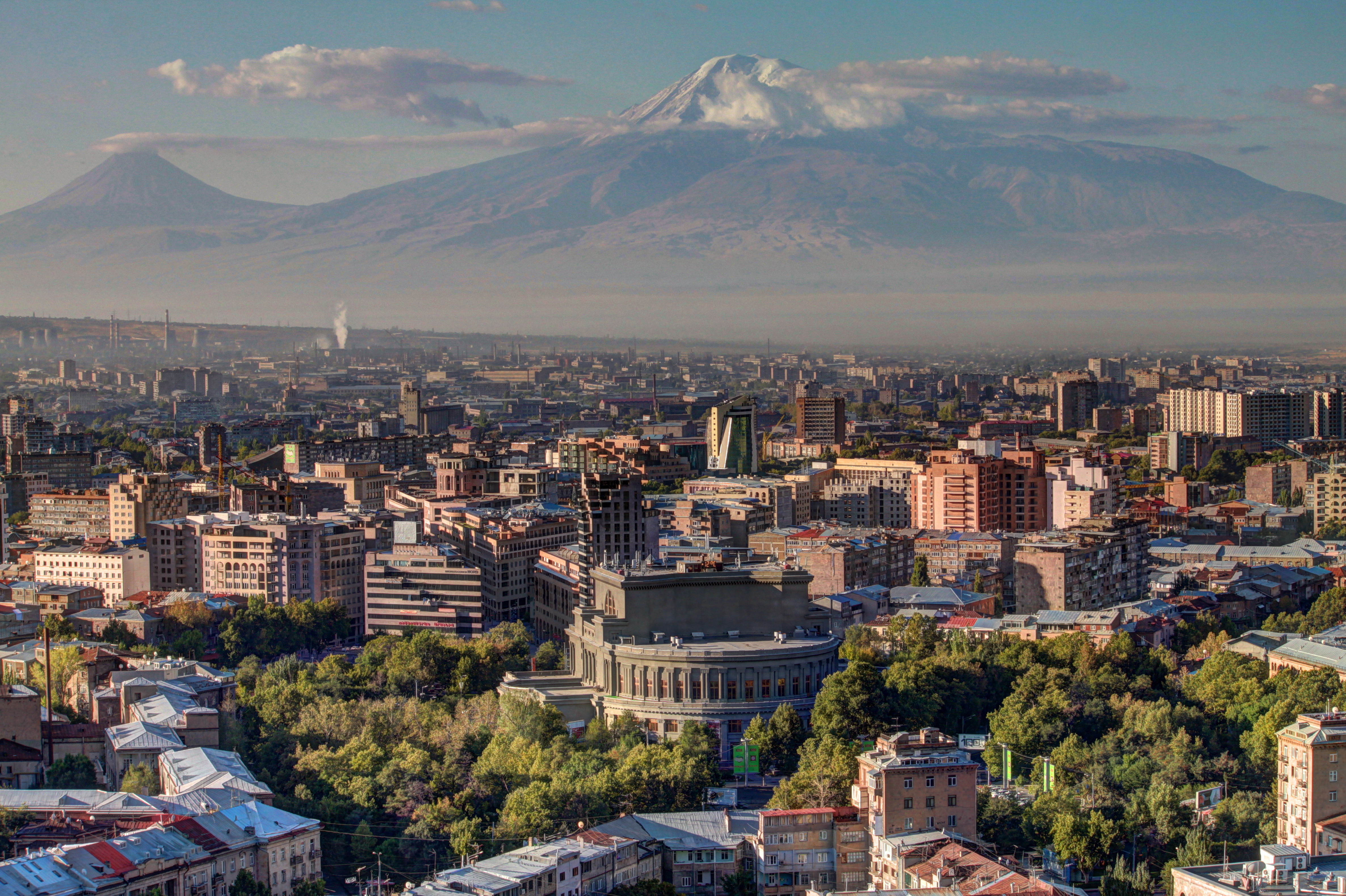
El monte Ararat y el Pequeño Ararat vistos desde Ereván, dominando el valle del Aras.

A partir de aquí el río marca la frontera entre Armenia —provincia de Armavir—, al norte, y Turquía —provincia de Iğdır—, al sur. El río sigue aguas abajo en dirección este y sale pronto de la zona montañosa, entrando en un amplio valle, dominado por la imponente y lejana presencia del gran monte Ararat (5137 m). Es una vega localizada a una altitud más baja que la mayoría de las provincias del este de Turquía, con un clima continental frío semiárido, con veranos calurosos y secos e inviernos fríos y nevados. Está cultivada a ambos lados de la frontera y produce manzanas, tomates, pepinos, duraznos, peras, remolacha azucarera, sandías y melones, aunque sus productos más afamados son el algodón y los albaricoques. El Aras pasa cerca de las localidades armenias de Janfida (3331 hab. en 2009), Pshatavan (2827 hab.), Margara (1482 hab.), Vardanashen (1220 hab. en 2009), y luego las gemelas Araks, frente a la turca Koçkıran (1289 hab. en 2000). En este tramo el Aras pasa a menos de 10 km de la capital provincial turca Iğdır (82 656 hab. en 2012). Por el lado armenio el río se adentra en la provincia de Ararat y sigue su avance pasando frente a varias ciudades emplazadas a ambos lados de su curso: la armenia Ranchpar (1252 hab.) y las turcas Kerimbeyli y Yukarıçiftlik. En el lado armenio, el Aras recibe por la izquierda tres ríos casi en el mismo sitio: al Metsamor-Kasakh (más de 110 km); al Hrazdan (141 km) —que llega desde la cercana (a menos de 20 km) capital nacional, Ereván (1 060 138 hab. en 2011) y que nace en el lago Sevan—; y al pequeño Azat (55 km).
El Aras se vuelve hacia el sureste y comienza en el lado armenio una larga vega altamente cultivada, de unos 60 km de longitud, presidida al fondo por el Ararat y el pequeño Ararat (3896 m). En este tramo se suceden casi sin discontinuidad un rosario de localidades: Mkhchyan (4886 hab.), Azatavan (3135 hab.), Baghramyan (1835 hab.), Dalar (2719 hab.), Mrgavan (1860 hab.), la capital provincial Artashat (22 269 hab. en 2011), Taperakan (3706 hab.) Pokr Vedi (3160 hab.) —donde recibe al corto río Vedi (58 km)—, Aralez (2557 hab.), Vosketap (5363 hab.), las dos Ararat (pueblo) (8190 hab.) y Ararat (ciudad) (20 702 hab.), Surenavan (2434 hab.) y Armash (2644 hab.).

### Frontera azerí-turca y azerí-iraní

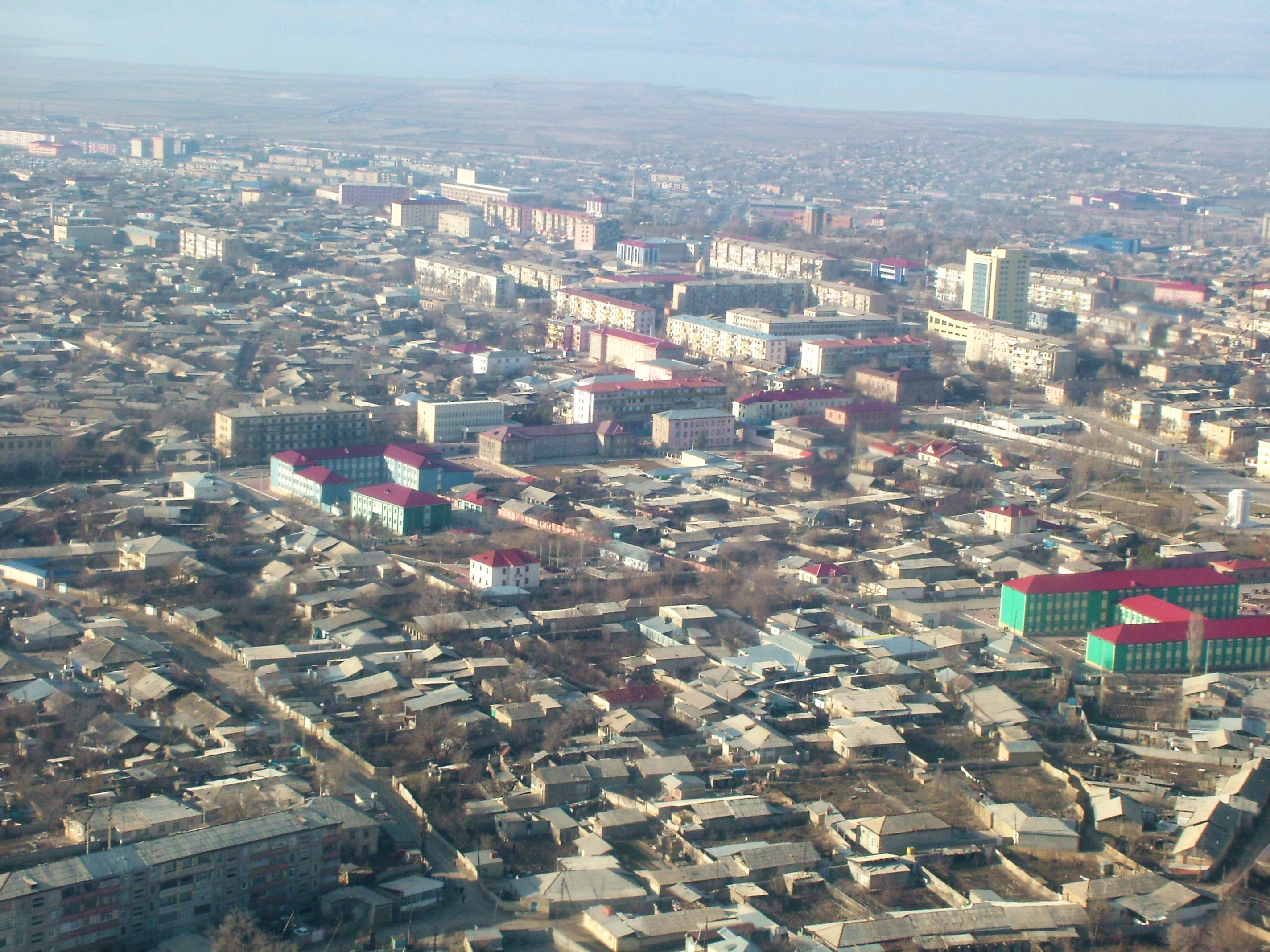
La capital de Najicheván, y al fondo el embalse homónimo.

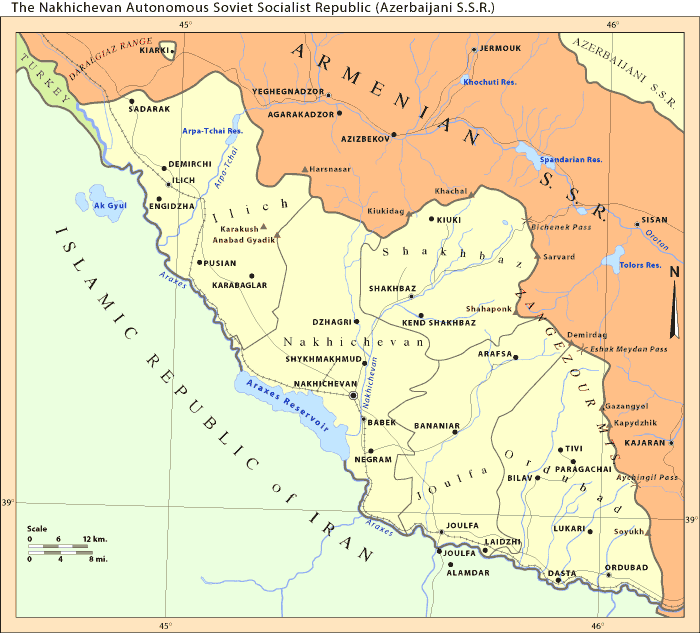
Mapa de Najicheván en época soviética.

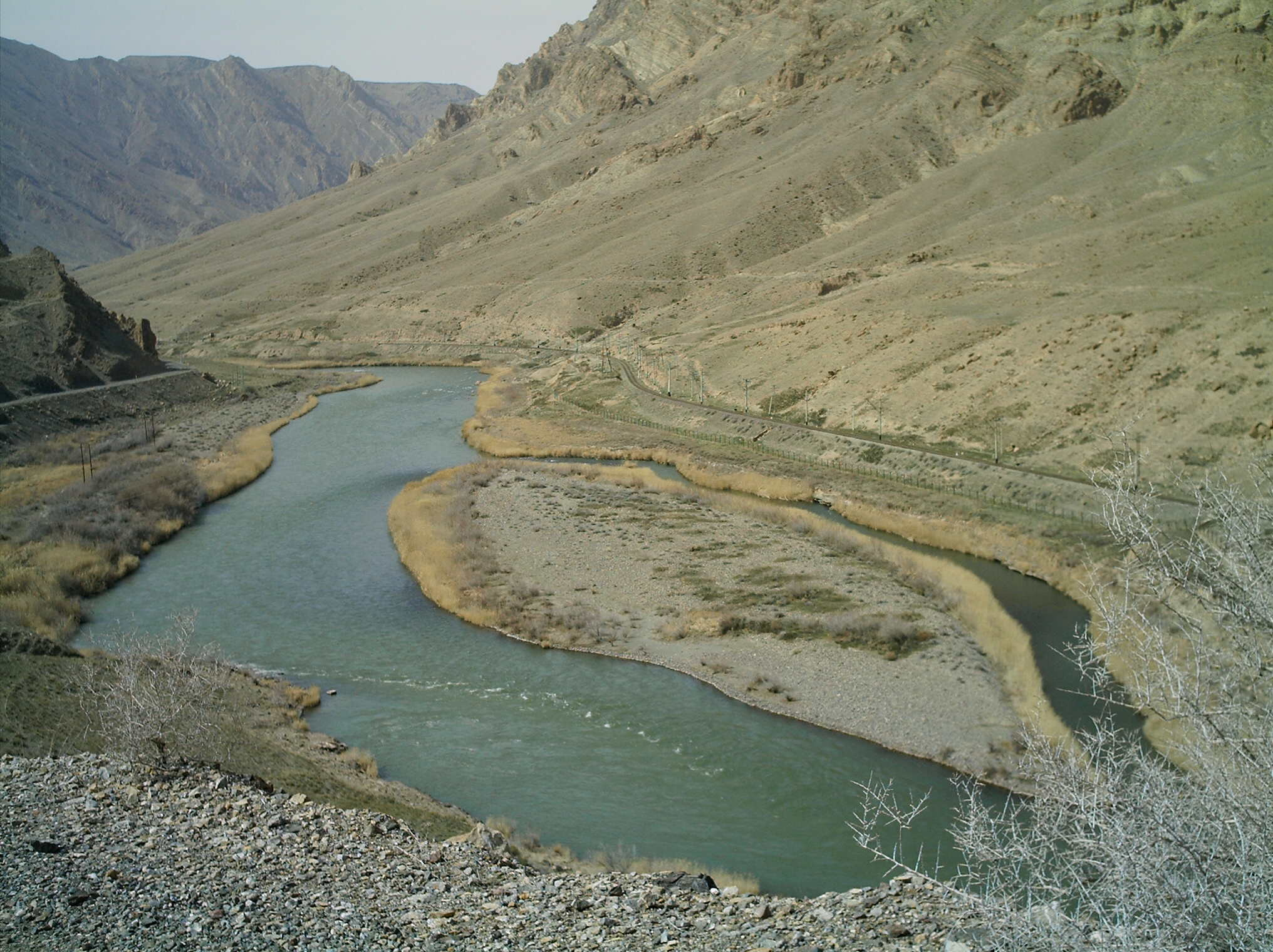
Vista del río Aras, cerca de Julfa-Iran (izqda: Irán - derecha: Nakhichevan) (marzo de 2006).

A continuación el río es frontera, brevemente (menos de 20 km), entre la República de Azerbaiyán —el exclave de la República Autónoma de Najicheván— (NE) y Turquía —aún la provincia de Igdir— (SO). En Azerbaiyán, toda la zona próxima al río está incluida en Santuario Natural Estatal Arazboyu, un área establecida en 1993 que salvaguarda 22 km²
Después, tras recibir por la derecha al pequeño arroyo Karasu Chayi, su curso pasa a señalar la frontera entre Azerbaiyán —sigue en la república Autónoma de Najicheván, pasando sucesivamente por seis de sus siete raiones: Sadarak, Sharur, Kangarli, Babek, Yulfa y Ordubad— (NE) e Irán —provincia de Azerbaiyán Occidental— (NO).
Entra el Aras en una zona semidesértica y sigue hacia el sureste, alcanzando enseguida la pequeña localidad azerí de Arabyenigiya —donde recibe, por la izquierda y llegando desde Armenia, al río Arpa (128 km)— y luego a la iraní Poldasht 8584 hab.), donde recibe al río Zangmar.
Luego llega a la cola del embalse de Najicheván (antes conocido como embalse de Araxes), con más de 25 km de longitud y un área de 145 km². El embalse fue construido en la época soviética (1964-1971), levántándose una presa de 40 m que alberga una casa de máquinas con una potencia instalada de solo 44 MW. En la ribera izquierda del embalse recibe al río que le da nombre, el río Najicheván (81 km), en cuya confluencia está la pequeña ciudad de Babek (3252 hab. en 2010), la capital del homónimo raión. Casi al lado de Babek está Najicheván (74 500 hab.), la capital de la república homónima, una histórica capital del Kanato de Najicheván (1747-1828) de que ahora se ha convertido en la ciudad más poblada de esta zona árida.
Dejada atrás la presa el río sigue hacia el sureste y vuelve a entrar en otra zona montañosa, discurriendo por un valle más cerrado y sinuoso, con muchas áreas protegidas, en el que en su avance irá acompañado a ambos lados de la frontera por vías rodadas y por el ferrocarril en la margen izquierda, parte de la línea inaugurada en 1908, Ereván-Julfa que conectaba con Irán y que ahora no está en servicio.
En el lado iraní, el río es el límite del Área protegida de Marakan —un área establecida en 1967 que protege 1021,92 km²— y en mitad del área, por el lado iraní, entra en la provincia de Azerbaiyán Oriental. Luego el río será el límite del refugio de vida salvaje Kiamaky, otra área establecida en 1975 con 957,42 km² A su vez, un breve tramo azerí es el límite meridional del Santuario Natural Estatal Ordubad, un área designada en 1969 que salvaguarda 278,69 km². El río llega pronto a las pequeñas localidades azerís de Gulustan (466 hab. en 2000)—donde recibe al río Alinyachay— y Julfa (11 866 hab.), frente a la iraní Jolfa (4983 hab.), conectadas ambas por dos puentes y con una conexión ferroviario ahora sin servicio. Sigue el Aras por el lado iraní siendo el límite del parque nacional Kantal, en un tramo en el que en el lado azerí alcanza Yaychi (5857 hab.) —donde recibe al río Karadere—, Azadkand (1096 hab.) —donde recibe al río Gilanchay—, Dasta (4282 hab.) —donde recibe al río Vanadchay— y Kotam (390 hab.).

### Frontera armenio-iraní y azerí-iraní

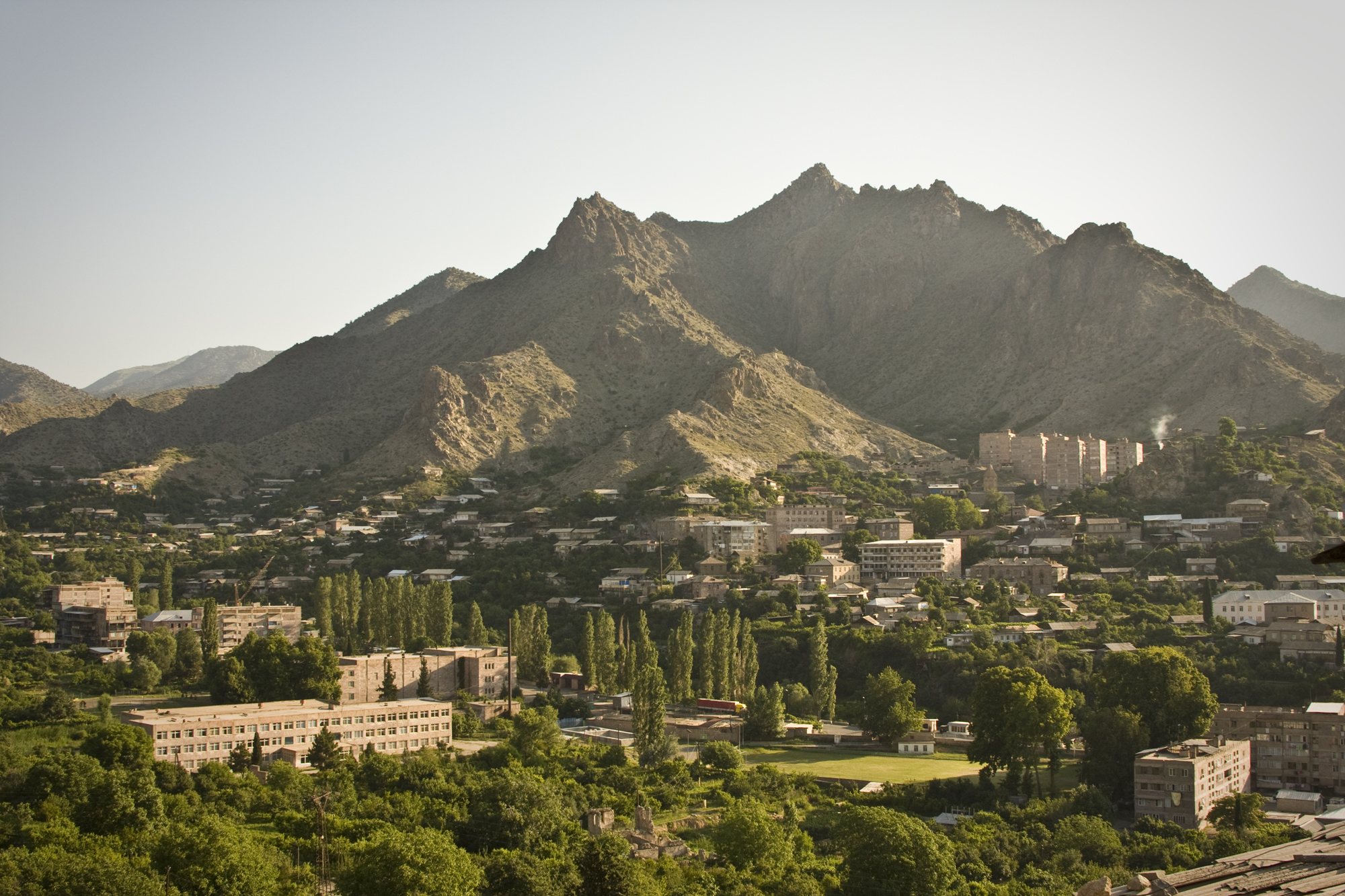
Meghri, una ciudad armenia en la frontera armenio-iraní

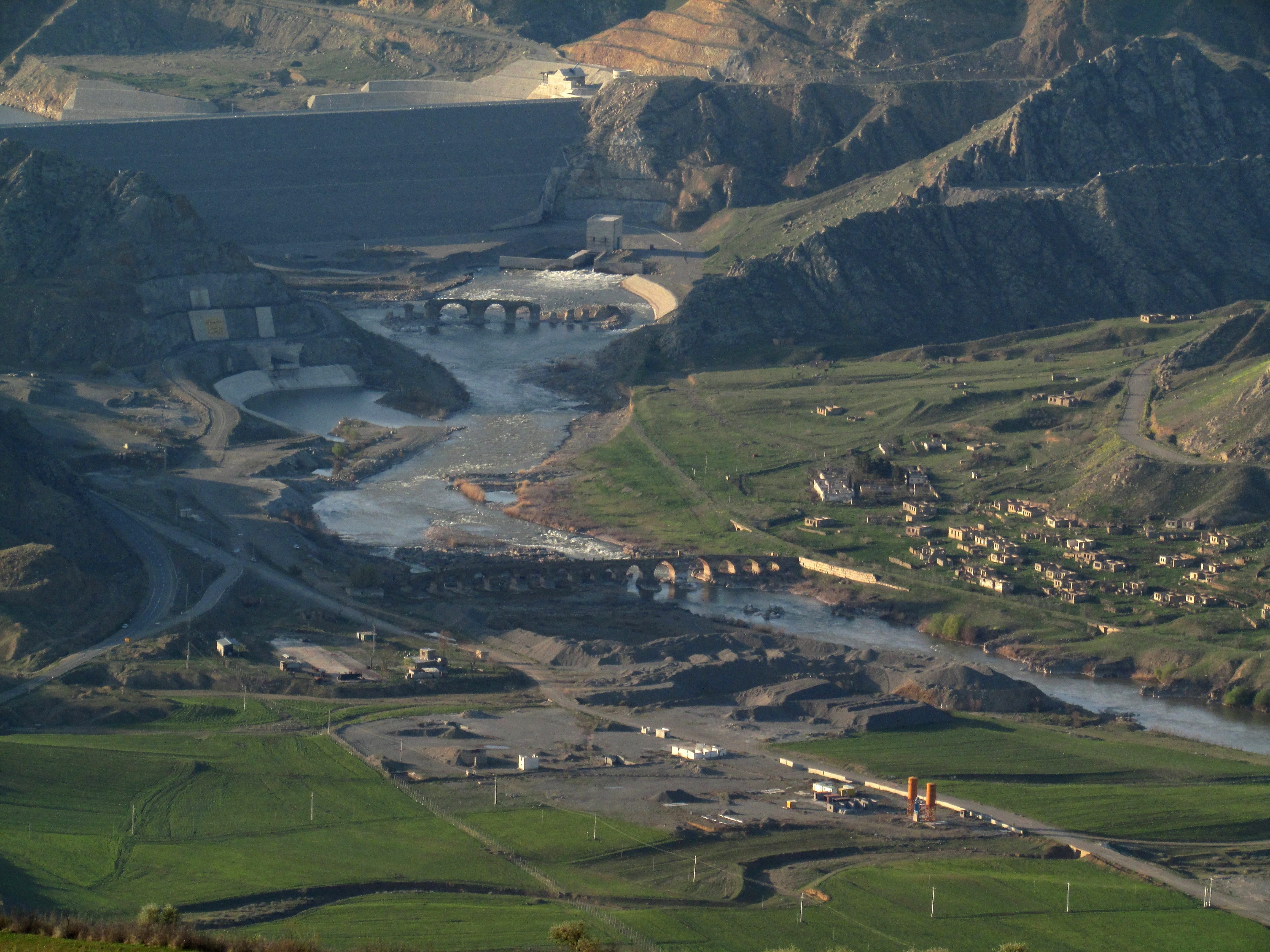
Los puentes de piedra de Khodaafarin delante de la presa de Khoda Afarin

El río pasa a ser frontera nuevamente de Armenia, esta vez en la provincia de Syunik' con Irán. En la parte armenia el río es en parte límite de dos parques nacionales: primero, en un corto tramo, el azerí parque nacional de Zangezur, establecido en 2003 y ampliado en 2009, con 427,97 km², que protege las montañas Zangezur, donde podría vivir algún ejemplar del casi extinto leopardo de Anatolia (Panthera pardus tulliana), además de muchas especies en peligro de extinción; luego el parque nacional de Arevik, un parque nacional armenio establecido en 2009 (el más reciente del país), con 344,02 km², que protege la otra vertiente de la misma cordillera y todas las laderas que vierten al río Aras en este tramo fronterizo. El parque quiere preservar el área en la que vive el leopardo de Persia (Panthera pardus saxicolor), y cuenta con una amplia variedad de entornos, incluyendo bosques de enebro, prados alpinos, ambientes de montaña y semidesiertos. También viven en la zona animales vertebrados típicos del Cáucaso, como el bezoar (Capra aegagrus), el muflón armenio (Ovis orientalis gmelini), el oso pardo sirio (Ursus arctos syriacus) y aves como el tetraogallo del Caspio (Tetraogallus caspius) y el gallo lira caucasiano (Tetrao mlokosiewiczi).
En estas laderas el Aras pasa por algunas pequeñas localidades aisladas, como Agarak, Meghri (4580 hab.) —donde recibe al río Meghri—, conocida como la puerta Sur de Armenia, Alvank (343 hab.) —donde recibe al río Malev—, Shvanidzor (306 hab.) —donde recibe al río Shvanidzor— y Nrnadzor (140 hab.). Agarak es el punto más meridional del curso y a partir de ahí el río se dirige hacia el este, y desde Nrnadzor ya discurre claramente hacia el noreste, una dirección que mantendrá hasta el final.
Luego el Aras marca la frontera nuevamente de Azerbaiyán, está vez con Irán. En el lado iraní el río es el límite septentrional del Área protegida de Dizmar y luego seguido, sin discontinuidad, del Área protegida Qara-Dagh.
En Azerbaiyán entra por los raiones de Zangilán, Yabrayil, Fuzuli y Beylagan. En este tramo fronterizo azerí, el río Aras sigue por Bartaz y luego recibe, por la derecha, al río Kaleybar y por la izquierda, dos pequeños afluentes casi en el mismo sitio, el río Tsobiget y el río Tsav. Luego llega a la ciudad de Mincivan (324 hab.), en la confluencia con el principal afluente de este tramo, el río Voghdji (88 km). Luego recibe, por la derecha, al río Zangilán y llega después a la cola del embalse de Khoda Afarin, donde recibe al río Vorotán (178 km). Aquí aún quedan los restos de un antiguo puente de piedra del siglo XI-XII y muy cerca, un segundo puente de arcos múltiples arcos de piedra del siglo XIII, conocidos como puentes de Khodaafarin. Sigue después por la pequeña localidad azerí de Horadiz (3950 hab.), situada frente a la iraní Aslan Duz (3910 hab.), unidas ambas por una presa que forma el pequeño embalse de Mil-Mughan, en el que se diversifican agua de modo casi simétrico para canales de irrigación a ambos lados de la frontera. Cerca de Aslan Duz se celebró en 1812 la batalla de Aslanduz (en la guerra ruso-persa (1804–1813)), entre el Imperio persa y el Imperio Ruso, que ganaron los rusos pese a decuplicarlos los persas en número.
Luego, tras recibir el Aras por la derecha al pequeño Garah Su y pasar por la pequeña Oltan, llega a la ciudad iraní de Parsabad (81 782 hab.), la ciudad más septentrional del país y capital del condado homónimo de la provincia de Ardebil, y la ciudad más poblada de todo su curso. Aquí deja finalmente su curso de ser frontera para adentrarse en Azerbaiyán.

### Curso bajo en Azerbaiyán
Ya en Azerbaiyán, entra en la llanura de Kur-Araz y pasa entre las pequeñas ciudades de Bahramtepe (4089 hab.) y Chajirli (1550 hab.), separadas ambas por otra pequeña presa que embalsa el río y de la que se deriva agua para alimentar algunos lagos artificiales próximos. En esta parte final, el río discurre por una llanura en la que, próximos al cauce actual, hay muchos antiguos meandros abandonados. Luego el Aras llega a la capital de raión Imishli (31 310 hab.) y después enlaza por la derecha con el canal Mughan Salyan, que lleva directamente al mar Caspio, a algo más de 100 km al sureste. Después el río alcanza otra capital de raión, Sabirabad (29 665 hab. en 2008), donde desemboca por la margen derecha en el río Kurá, que a su vez luego desaguará en el mar Caspio.

## Afluentes
Los principales afluentes del río Aras son los siguientes:
- en Turquía, Akhurian (186 km).
- en la frontera armenio-turco, Metsamor-Kasakh (más de 110 km), Hrazdan (141 km), Azat (55 km) y Vedi (58 km).
- en la frontera azerí-iraní, Arpa (128 km), Zangmar, Najicheván (81 km), Kaleybar, Voghdji (88 km), Meghri, Zangilán, Vorotán (178 km).

## Paraíso de las aves en el valle del Aras en Iğdır
En 2006, KuzeyDoga, una organización no gubernamental turca para la conservación de la naturaleza, estableció un centro de investigación y educación de aves en el valle de Aras en la aldea de Yukarı Çıyrıklı en el distrito turco de Tuzluca de la provincia de Igdir. Es una de las dos estaciones de anillado de aves activas todo el año de Turquía.
Entre 2006 y 2014, más de 60.000 aves de 198 especies fueron anilladas y se observaron 258 especies de aves en esa estación. El 55% de las 471 especies de aves encontradas en Turquía se registran en este humedal, siendo el humedal más rico en aves en el este de Turquía. El número de 258 especies de aves anilladas y observadas comprende el 85% de las 303 especies de aves onbservadas en la provincia de Iğdır. En el periodo de anillado de 2012, se observaron siete nuevas especies de aves, incluyendo la rapaz Shikra o el azor poco bandeado (Accipiter badius, que era nuevo en la avifauna de Turquía.
Çağan Şekercioğlu, presidente de la Sociedad KuzeyDogha y profesor de biología de la Universidad de Utah, apeló al Ministerio de Bosques y Gestión del Agua para abandonar el proyecto de la presa de Tuzluca, que destruiría los humedales que albergan la vida silvestre de aves en valle del Aras. En 2013 , el ministerio decidió que el lugar merecía el más alto nivel de conservación (Área de Conservación de la Naturaleza), pero el mismo ministerio aún no ha cancelado sus planes de construir la presa que destruiría ese sitio reserva natural. KuzeyDoga comenzó una campaña (www.savearas.org) que ha reunido más de 61.500 firmas.

## Galería de imágenes

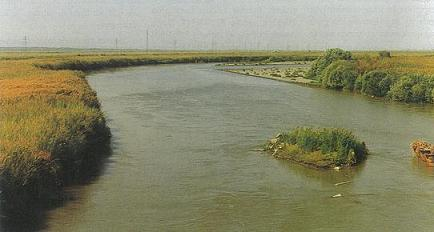
El Aras desde la capital turca Igdir.
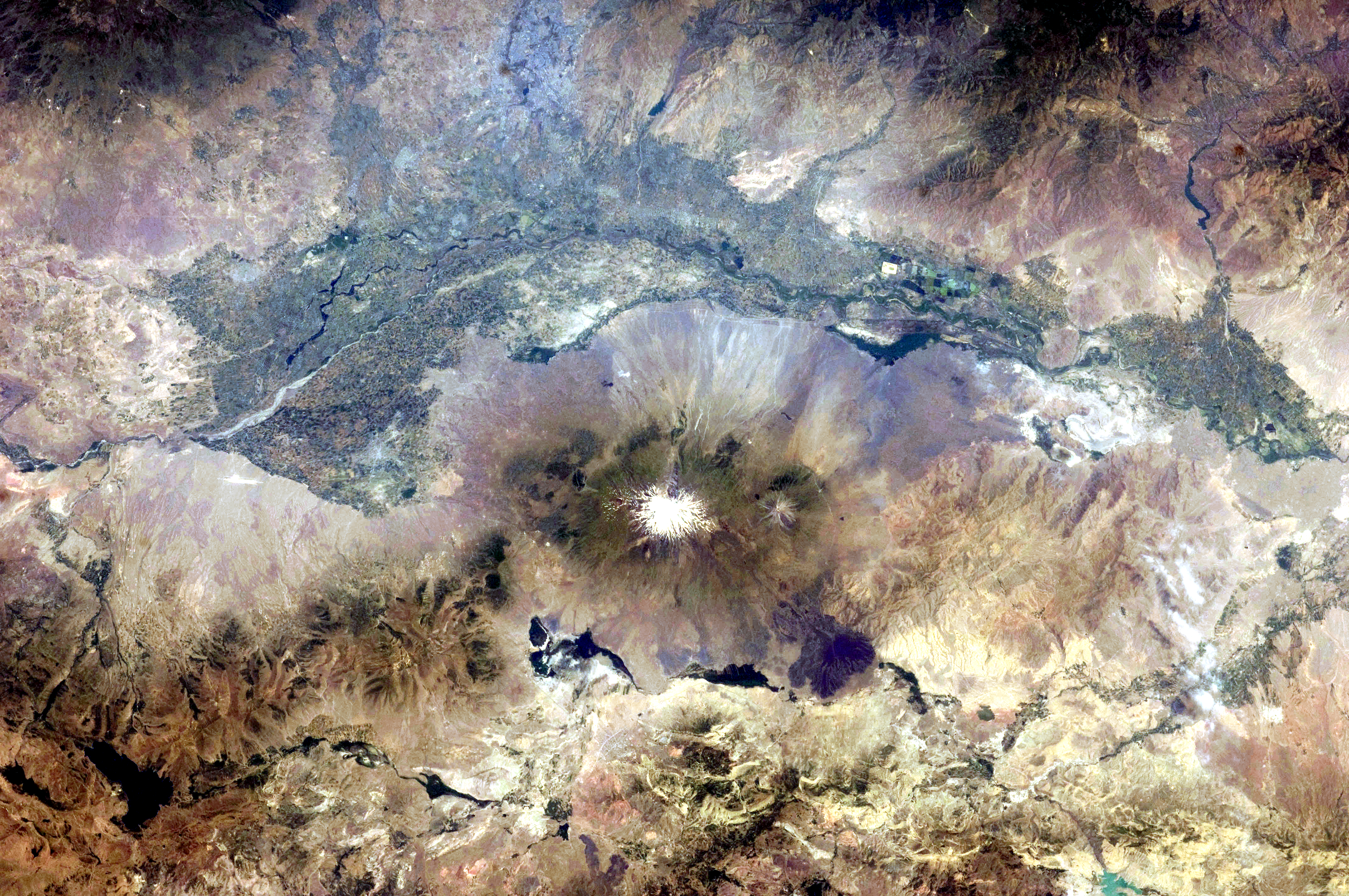
Vista de satélite de la vega del Aras en la frontera Turquía-Armenia-Irán
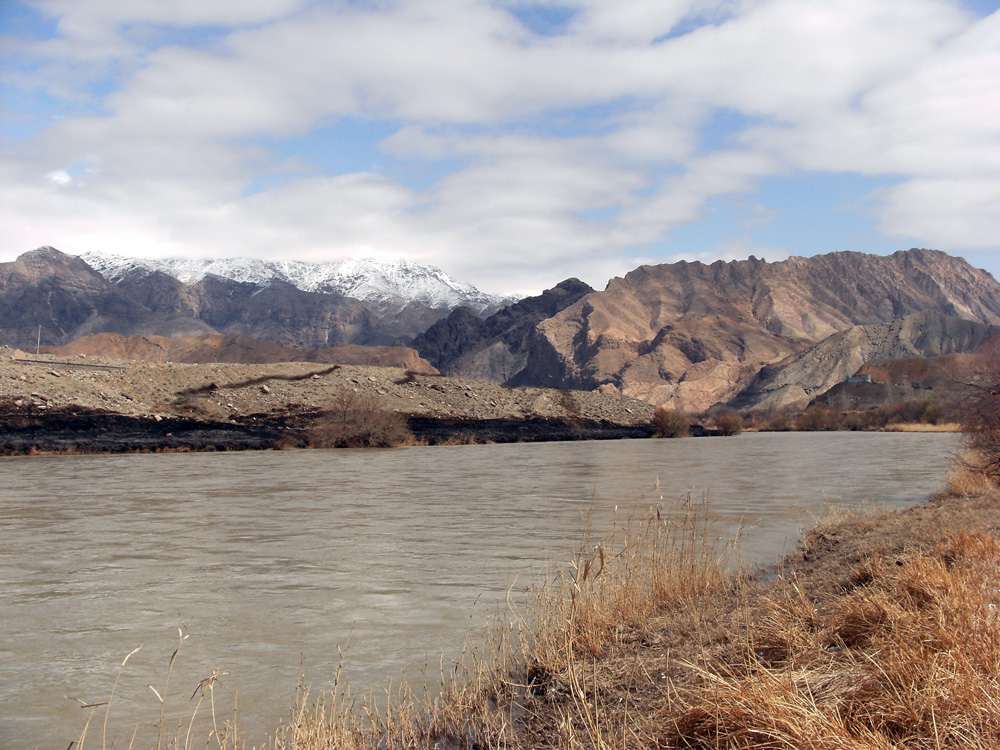
El Araz cerca de la ciudad iraní de Jolfa